# تحصیل خودو
تحصیل خودو (به انگلیسی: Khudu Khel) یک تحصیل در پاکستان است که در خیبر پختونخوا واقع شده‌است. تحصیل خودو ۱۱۸٬۱۸۵ نفر جمعیت دارد.